# Aktotwórca
Aktotwórca – urząd, instytucja, przedsiębiorstwo, organizacja, osoba fizyczna itp., która w wyniku swojej działalności wytwarza i gromadzi akta. 